# The pageant of London
The pageant of Londen is een compositie van Frank Bridge uit 1911.

## Geschiedenis
Het werk is gelegenheidsmuziek, die Bridge schreef, bij uitvoeringen van de gelijknamige toneelbewerking van Richard Daveys boekwerk over de geschiedenis van Engeland vanaf het jaar 40 tot 1900. Het is waarschijnlijk (in eerste instantie) het meest beluisterde werk van Bridge, want meer dan 3.000.000 mensen kwamen naar de voorstellingen in Crystal Palace. Men pakte dan ook groots uit, want het was de viering (Festival of Empire) van de kroning van George V van het Verenigd Koninkrijk. De geschiedenis werd verteld in 28 tableaus en de muziek werd verzorgd door onder meer Ralph Vaughan Williams, Gustav Holst, Frank Tapp, John Blackwood McEwen en Haydn Wood. Voor de begeleiding werd gekozen voor een militair orkest (uiteraard vanwege de kroning) en mannenkoor. Bridge had dan ook een uitgebreid arsenaal aan muziekinstrumenten tot zijn beschikking. Alhoewel er vanwege de andere componisten saxofoons (toen nog redelijk nieuw) tot zijn beschikking stonden, liet Bridge die buiten zijn werk. Voor andere instrumenten gebruikte hij een volledig orkest (zie orkestratie). In 1984 werd een bewerking gemaakt voor aangepast orkest.

## Delen
The pageant of London vertelt een aantal verhalen verdeeld over de delen:
I. Solemn March (Tempo di marcia ma maestoso), de uittocht van Richard III van Engeland vanuit Londen
II. First discoveries:
II.I: Introduction (moderato); een menuet
II.II: Pavane (moderato); een bewerking van Thoirot Arbeaus Belle qui tiers ma vie uit diens Orchésographie uit 1588.
II.III: La Romanesca (A Galliard) (allegretto), verwijst naar de Renaissance
III: March (allegro marziale), de intocht van Henry VIII van Engeland in Londen
Opmerkingen:
- Het laatste deel had Bridge al eerder gecomponeerd; het maakt deel uit van zijn First book of organ pieces.
- Orchésographie werd later gebruikt door Igor Stravinski in Agon en Peter Warlock Capriol suite.
- voor de kroning schreef Bridge nog een ander werk: de Kroningsmars werd echter geweigerd.

### Orkestratie
De oorspronkelijke samenstelling van het orkest:
- 18 klarinetten
- 6 kornetten, 6 hoorns, 2 tenortuba’s en 4 bastubas
- slagwerk
- 2 contrabassen

## Discografie
- Uitgave Chandos: BBC National Orchestra of Wales o.l.v. Richard Hickox, een opname uit 2004 in een aangepast arrangement voor symfonieorkest; het werven van een extra 15 klarinettisten voor een opname was achterwege gelaten.